# Nowa Wieś (powiat oleski)
Nowa Wieś (Nowa Wieś Oleska; niem. Neudorf) – wieś w Polsce położona w województwie opolskim, w powiecie oleskim, w gminie Gorzów Śląski przy drodze wojewódzkiej nr 487.
W latach 1975–1998 miejscowość administracyjnie należała do województwa częstochowskiego.

## Nazwa
W księdze łacińskiej Liber fundationis episcopatus Vratislaviensis (pol. Księga uposażeń biskupstwa wrocławskiego) spisanej za czasów biskupa Henryka z Wierzbna w latach 1295–1305 miejscowość wymieniona jest w zlatynizownej formie Nova villa, czyli Nowa wieś.